# André Daix
André Delachanal, dit André Daix, né le 21 janvier 1901 à Dreuil-Hamel dans la Somme et mort le 27 décembre 1976 à Vincennes, est un auteur de bande dessinée français.
Après avoir travaillé dans l’animation, dans les années 1930, il se recentre sur le dessin de presse en publiant des dessins humoristiques. Il connaît un grand succès en créant en 1934, Les Aventures du Professeur Nimbus. Quelques années plus tard, il adhère au mouvement franciste et s’engage dans la collaboration entre la France et l’Allemagne nazie durant la Seconde Guerre mondiale. Inquiété après guerre, il choisit la fuite pour éviter les représailles. Il continue le dessin tout en délaissant un peu la bande dessinée sous de fausses identités notamment au Portugal et en Amérique du Sud. Après une vie précaire durant ces années d’exil, il est de retour en France où il continue de dessiner pour la presse jusqu’à sa mort en 1976.

## André Daix: de ses débuts à la consécration

### D’André Delachanal à André Daix
André Pierre Delachanal naït à Dreuil-Hamel, ancienne commune française du département de la Somme, le 21 janvier 1901 dans la ferme de ses parents. Il est issu de la classe populaire. Il effectue les premières années de sa scolarité dans la commune voisine d’Oisemont puis à Aumale au sein du collège privé Saint-Joseph. En décembre 1917, après avoir obtenu son brevet de capacité de l’enseignement primaire, il devient instituteur. C’est durant cette période qu’il quitte la ferme de ses parents pour tenter sa chance à Paris. Durant quelque temps, il parvient à gagner un peu d’argent en vendant des journaux dans les rues de la capitale puis il part travailler à l’étranger comme illustrateur et journaliste. En 1919, il se trouve au Royaume-Uni et est diplômé de la John Hassal Correspondence School of Art de Londres. À partir de ce moment-là, il commence à publier plusieurs de ses dessins dans le Gest Journal, une revue publicitaire pour les représentants de l’entreprise Gestetner. En 1923, il est de retour en France pour y effectuer son service militaire.
En 1924, il se marie avec une vendeuse lilloise, Germaine Van Aken, et leur fille Yvonne naît l’année suivante. La famille s’installe aux Pays-Bas et en 1928 c’est la naissance de son fils François. De 1928 à 1929, il travaille pour le quotidien d’Amsterdam Algemeen Handelsblad. En 1929, tandis que femme et enfants s’installent dans le Val-d'Oise actuel, André Delachanal travaille à Paris. Son fils Jean naît en 1931. Durant cette période, il essaye de percer dans l’animation et de se faire un nom, et adopte un pseudonyme. Dans un premier temps, il signe D’Aix en référence au nom de famille de sa femme : Van Aken qui signifie en français «de la ville d’Aix-la-Chapelle». Entre 1929 et 193, il réalise six courts métrages avec des chiens comme héros : Zut Détective, Zut chez les Sorcières, Zut chez les sportifs, Zut avocat, Zut épouse Flûte, Zut, Flûte et Trotte en famille, mais cette production ne remporte pas le succès escompté. Il retourne vers le dessin de presse et commence à publier des dessins humoristiques : en 1929 dans Le Pêle-Mêle et Pierrot, dans L’Almanach en 1931. Le héros de ses dessins est souvent « Le père Lafraise » mais c’est véritablement en 1934 qu’il connaît un succès international.

### Les Aventures du Professeur Nimbus: un succès incontesté
En 1934, la carrière d’André Pierre Delachanal, désormais signant sous le nom d’André Daix, démarre réellement. Il crée le personnage du Professeur Nimbus pour l’agence de presse Opera Mundi de Paul Winkler, qui lui demande de créer une bande comique pour le quotidien Le Journal. Pour créer le personnage de Nimbus, André Daix s’inspire de deux modèles. D’Adamson d’Oscar Jacobsson, il emprunte l’idée d’un personnage presque chauve à l’exception de quelques cheveux sur le crâne, et de Pitche d’Aleksas Stonkus il reprend l’idée d’un décor épuré mais pas négligé. Le succès est immédiat. Ce strip muet apparaît pour la première fois le 16 septembre 1934 dans Le Journal sous le nom de Les Aventures du professeur Nimbus. La bande est adaptée en dessins animés en 1936. Il est par la suite publié dans Le Matin de mars 1943 à août 1944.
De 1936 à 1939, les éditions Hachette publient six albums des Aventures du Professeur Nimbus. La maison d’éditions développe une politique d’albums destinés à la jeunesse dès les années 1920. Elle collecte notamment des albums transmédiatiques que l’on peut classer en trois catégories. On retrouve les bandes dessinées françaises paraissant dans la presse nationale, hebdomadaire comme la production d’Alain Saint-Ogan avec Zig et Puce, ou encore Les Aventures du Professeur Nimbus d’André Daix. On retrouve par ailleurs des comics strips comme Felix le Chat, Pim Pam Poum ou encore Tarzan, et enfin la production des studios Disney composée de dessins animés adaptés en bandes dessinées. C’est dans cette volonté de développer une politique d’albums depuis les années 1930 que l’on retrouve cette production hétérogène. Les œuvres d’André Daix sont publiées dans une période où la production d’Hachette est dominée par la production Disney et par celle d’Alain Saint-Ogan.
Pour revenir aux Aventures du Professeur Nimbus, il convient de mentionner que c’est une des rares bandes à être publiée dans la presse américaine. En effet, elle est éditée dans quelques journaux de provinces de 1938 à 1940. Après la Libération, Nimbus apparaît le 25 juin 1946 dans Résistance sous la signature de J. Darthel. C’est en réalité un pseudonyme qui regroupe un ensemble de dessinateurs anonymes parmi lesquels Rob-Vel, de son véritable nom Robert Velter, qui assure les bandes de 1970 à 1974. En 1985 c’est au tour des éditions Futuropolis de publier dans leur collection Copyright l’ensemble des Aventures du Professeur Nimbus de la période allant de 1934 à 1940. Opera Mundi choisit d’arrêter de produire la série après le départ de Rob-Vel en 1974.
Cependant, Nimbus n’a pas réellement disparu de la presse puisque Le Progrès de Lyon en propose une sélection depuis le 26 janvier 1993. Il constitue une reprise des gags conçus entre 1990 et 1991 par Pierre Le Goff qui reprend la série pendant une dizaine d’années à partir de 1981.
Le héros, prénommé Nimbus, est d’apparence sérieuse, chauve à l’exception d’un cheveu dressé sur le haut de crâne en forme de point d’interrogation. Il incarne le prototype du savant distrait qui fait beaucoup rire le lectorat. Nimbus est vêtu d’une queue-de-pie avec un nœud papillon et des souliers vernis. Les histoires sont courtes et rassemblent une succession de gags pour distraire les lecteurs. En effet, lorsqu’il ne dispense pas des cours, il exerce des activités diverses comme chef d’orchestre, garçon de café, chirurgien ou encore explorateur. Par ailleurs, l’absence de bulle semble accentuer le côté mime du personnage. Les décors sont limités, tout comme le nombre de personnages secondaires. La série est anodine politiquement à l’inverse d’autres productions d’André Daix et c’est une des bandes quotidiennes les plus connues par sa longévité et son humour simplement visuel.

### Une œuvre abondante jusqu’au déclenchement de la Seconde Guerre mondiale
Après le succès des Aventures du Professeur Nimbus, la collaboration d’André Daix avec Opera Mundi continue. Il s’agit davantage d’une production à destination de la jeunesse. L’agence de presse lui confie la réalisation des Aventures des Fratellini, une planche hebdomadaire reprenant les trois clowns Fratellini en l’adaptant en bandes dessinées. La bande est publiée de 1935 à 1937 dans Ric et Rac. À la différence des Aventures du Professeur Nimbus, il ne s’agit pas d’une bande dessinée muette. La bande, en noir et blanc, met en scène les aventures de trois clowns. Elle est présente sur une demi-page du journal. Elle est courte puisqu’elle est à destination des enfants comme cela est mentionné sur la page du journal. Des points communs avec le reste de sa production sont à mentionner. En effet, tout comme dans Les Aventures du Professeur Nimbus, on retrouve la présence d’un décor simple mais présent ainsi que des personnages secondaires restreints au minimum. Par exemple, dans la publication de novembre 1935, les trois clowns sont seulement accompagnés d’un aviateur pour leur permettre d’arriver à destination.
En 1936 pour Le Turbulent, André Daix crée deux bandes : Saladin, bande dessinée muette dont le personnage principal est inspiré de Nimbus, qui parait aussi dans Marseille Matin de 1937 à 1939, ainsi que Les Exploits de Taupinet une série animalière. Cette série porte la marque du dessin d’André Daix et présente elle aussi des ressemblances frappantes au niveau du dessin des personnages avec Les Aventures du Professeur Nimbus. Nous retrouvons le même coup de crayon, les mêmes formes de visage et le décor sommaire. En 1939 Daix publie Polycarpe pour L’Auto. De plus, pour Opera Mundi, il publie Chiffonnette dans Paris-Soir de 1939 à 1940. Ce n’est pas une bande dessinée au service de l’effort de guerre mais plutôt une bande pour distraire le lectorat, à l’inverse de la production engagée qu’il publie durant la Seconde Guerre mondiale. Chacune de ces séries est composée d’une succession de vignettes sans phylactères : ce sont donc des bandes muettes. Chiffonnette représente la naïveté et l’insouciance d’une jeune fille qui est là pour divertir la gent masculine et pour profiter de la vie durant cette période où les effets de la guerre ne se font pas encore cruellement sentir. Si elle reste dans un registre divertissant et léger, la bande n’est pas en premier lieu destinée à la jeunesse comme ce fut le cas des bandes présentées précédemment.

## Un dessinateur engagé

### Un militant antisémite de la première heure
En septembre 1933, le parti franciste est créé en France par Marcel Bucard sur les ruines du Parti socialiste national de Gustave Hervé. André Daix y adhère en 1933, quelques mois après sa création et y reste durant toute la guerre un fidèle partisan. C’est un parti proche du fascisme italien et du parti national socialiste d’Hitler. En effet, Marcel Bucard, combattant ultranationaliste est un grand admirateur de Benito Mussolini et souhaite retranscrire en France le parti fasciste italien. Le parti antisémite et anticommuniste reçoit le soutien financier de l’Italie fasciste mais ne réussit pas à fédérer autour de lui un grand nombre d’adhérents. L’idéologie du parti est diffusée par le biais de son propre journal, Le Franciste, qui est tiré à quinze mille exemplaires en 1933. Les militants sont fermement opposés à la franc-maçonnerie, aux juifs, au capitalisme américain ainsi qu’aux socialistes et aux communistes. Par ailleurs, très opposés au gouvernement du Front populaire, ils participent aux émeutes en portant l’uniforme traditionnel du parti. Il s’agit d’une chemise et d’un béret bleus ainsi que d’une ceinture en cuir avec un revolver. Le parti est dissous en 1936, avec les autres ligues d’extrême droite, par le Front populaire nouvellement élu. Malgré une reconstruction en 1938 sous le nom de Parti unitaire français d’action socialiste et nationale, le parti n’a plus de réel poids politique.
Dès 1934, André Daix met sa production au service du groupuscule puisqu’il réalise des dessins politiques et des caricatures pour le journal du parti Le Franciste. Le caractère antisémite d’André Daix est indéniable. Il partage les thèses extrémistes du parti et est même correspondant de la Welt-Dienst, le centre allemand de la propagande antijuive basé à Erfurt. Par ailleurs, alors que la Seconde Guerre mondiale éclate, André Daix est mobilisé mais continue son travail de dessinateur.

### Une production mise au service des Allemands durant la Seconde Guerre mondiale
Durant la guerre, André Daix est présent dans plusieurs journaux de la presse d’Occupation qui est une presse autorisée à paraître et contrôlée par les Allemands. Elle propage donc les thèses nazies. Par exemple de septembre 1940 à novembre 1940 dans La France au travail, il publie Les Avatars de Monsieur Lebouché. En 1941 dans Le Petit Courrier il publie Les Tribulations du père Lafraise. En 1942, dans Jeune Force, journal édité par les Jeunesses maréchalistes, il publie Les Mésaventures de Placide.
Dans le même temps, entre novembre 1940 et mars 1943, il publie dans Le Matin, Le Baron de Crésus dont le personnage ressemble à Nimbus. Le Matin est un journal qui adhère aux thèses nazies et c’est par ailleurs un des premiers à réapparaître après l'entrée des troupes allemandes dans Paris. En effet, journal puissant à partir de 1897, il connaît un déclin à l’orée de la Première Guerre mondiale qui s’affirme davantage au début des années 1930. Le journal dérive vers l’extrême droite dès 1932 puis termine par être un actif partisans de la collaboration entre la France et l’Allemagne nazie de 1939 à 1944. Ainsi, les idées antisémites et nationalistes d’André Daix trouvent leur place dans les colonnes de ce journal. Par ailleurs, dès 1940, il reprend contact avec les francistes qui se sont reformés en 1938. Sous le pseudonyme d’A. Duhamel, en référence à Dreuil-Hamel, le village où il est né, il publie des dessins dans le journal du parti jusqu’en 1942 et finit même par ne plus se cacher et utilise André Daix comme signature. Il réalise des bandes engagées contre ce qu’il considère comme « les mauvais Français » : juifs, francs-maçons, résistants… En 1941 il est chargé par le journal du parti de réaliser une bande de propagande s’inspirant du Baron de Crésus mais la bande ne voit jamais le jour.
L’engagement d’André Daix est clairement perceptible à travers la brochure qu’il réalise de la fin de l’année 1941 au début de l’année 1942. Il s’agit des Aventures de Célestin Tournevis qui fait l’apologie du travail volontaire en Allemagne en incitant les Français à s’y engager. Cette brochure était destinée à être distribuée dans les bureaux de recrutement pour donner envie aux Français de tenter l’« aventure ». Il s’agit d’un dépliant de 4 volets recto-verso correspondant donc à huit pages mesurant dans l’ensemble 19,8 × 15 cm. Sur une face, une bande dessinée est représentée tandis qu’à l’arrière un texte illustré défend le bénéfice à tirer pour les volontaires du travail en Allemagne. L’histoire raconte le dialogue entre Célestin, un pauvre ouvrier, et son ami Tétembois. Ce dernier le met en garde contre les méfaits du travail volontaire et Célestin finit par trouver plusieurs avantages à l’engagement. Il est donc convaincu, et, de retour en France, il vante les mérites à son ami pour essayer de le convaincre qu’il doit lui aussi s’engager. Il s’agit bien d’une bande dessinée moralisatrice et très explicite en termes de propagande pour le régime nazi. Il passe toute la période d’Occupation à réaliser brochures, bandes dessinées, dessins au service du régime de Vichy.

### Inquiété et traqué après guerre
À la fin de la guerre, alors que l’Allemagne nazie et le régime de Vichy sont vaincus et que les résistants sont auréolés de gloire, les collaborateurs sont traqués et pourchassés. C’est le cas d’André Daix qui choisit de fuir pour éviter l’arrestation et les poursuites. Selon son fils, il aurait cependant tenté de sauver un couple de résistants. Quoi qu’il en soit, en août 1944, à la suite de la libération de Paris, sa collaboration durant la guerre est connue de tous et, le 8 janvier 1946, André Daix est jugé par contumace et trouvé coupable d’avoir « entretenu avec l’Allemagne ou ses agents avec intention de favoriser les entreprises de l’Allemagne au préjudice de la France et de ses alliés ». Il est condamné à vingt ans de travaux forcés, à l’indignité et à la dégradation nationale ainsi qu’au remboursement des frais du procès. Cependant, André Daix est déjà loin, il disparaît et ses terres dans le département de la Somme sont confisquées. Il semble s’éloigner de la bande dessinée.

## Fuir pour survivre

### Vingt-cinq ans d’exil entre le Portugal et l’Amérique du sud: une vie précaire
Dès 1947, André Daix n’existe plus car il se procure des faux papiers pour passer inaperçu et tenter de continuer sa carrière. Il devient Albert André Maniez et commence par fuir en Belgique puis en Suisse pour finalement s’installer à Lisbonne en novembre 1948. Le choix de Daix de se tourner vers le Portugal est favorisé par le caractère autoritaire et nationaliste du régime Salazar depuis 1933. André Daix y est protégé, il reprend sa carrière de dessinateur et publie dans les journaux catholiques. Par exemple dans Diabrete il publie O Tesorro de Velho Indio, No Reino de Oero Negro, O Rapto de Josefina, O Regente Desapareceu mais il dessine aussi une adaptation du roman de Jules Verne : Aventuras de Capitao Hatteras. Il y collabore jusqu’à la disparition de la revue en 1951. Il réalise des romans en images et travaille aussi pour la presse traditionnelle. Il essaye de gagner sa vie comme il peut en cumulant les petits boulots et vit donc une vie d’exil assez précaire. Il renouvelle plusieurs fois son passeport pour pouvoir rester au Portugal et, à la fin de l’année 1952, il part quelque temps en Amérique du Sud. Il se rend en Colombie puis au Costa Rica et continue son travail de dessinateur.
Cependant, dessinateur de bandes dessinées n’est plus son travail à part entière. De retour au Portugal au début des années 1960, il réalise en 1975 un dictionnaire de termes d’économie en plusieurs langues : Pequeño Dicionário de Economica. Par ailleurs, Alain Beyrand, responsable du Catalogue encyclopédique des bandes horizontales françaises dans la presse adulte de 1946 à 1975, pense que Daix a sûrement continué anonymement la série Nimbus. Selon Alain Beyrand un élément majeur permet de l’affirmer. Le beau frère de Paul Winkler, Firmin Dablanc détenait des droits sur Nimbus et était resté ami avec Daix puisqu’il était du côté du régime de Vichy. Il aurait abandonné ses droits contre l’autorisation de laisser Daix reprendre Nimbus. Toujours selon Alain Beyrand, il aurait continué à animer le personnage de Taupinet à travers Les exploits de Taupinet, une série animalière qu’il avait publié dans Turbulent en 1936. En effet, la bande réapparaît en 1947 et est publiée dans Nord Matin de 1950 à 1958 avec plus de 400 bandes. Selon Beyrand il est impensable qu’André Daix ait pu constituer avant guerre autant de bandes sans les publier. Malgré ces affirmations, rien ne permet de confirmer ou de démentir cette information avancée par Alain Beyrand. Quoi qu’il en soit, après 25 années d’exil, André Delachanal choisit de revenir en France où en raison des prescriptions il n’a plus la crainte d’être inquiété pour ses condamnations de janvier 1946.

### Le retour en France: André Daix dessinateur jusqu’à sa mort
En 1974, alors que la révolution des Œillets éclate au Portugal, André Delachanal, se sentant menacé, rentre en France. Il reprend son identité originelle et s’installe chez sa fille à Lyon. Son adhésion aux thèses antisémites ne l’a pas quitté et il renoue avec Henry Coston, un ami antisémite lui aussi collaborateur et auteur d’une œuvre abondante contre les juifs et la franc-maçonnerie. Inquiet à la suite de la défaite des nazis, Coston fuit en Allemagne en août 1944, et est arrêté en 1946 en Autriche. Jugé et condamné à des travaux forcés en 1947, il finit par être gracié en 1952. Henry Coston est, au moment où André Daix est de retour en France, directeur des Lectures françaises, une revue d’extrême droite. Daix participe à la rédaction de certains articles dès 1974 sous le pseudonyme de Tio Zoé puis par la suite sous sa véritable identité. Le 27 décembre 1976 alors qu’il se trouve à Paris, André Delachanal est victime d’un infarctus en pleine rue. Il décède à Vincennes et est inhumé au cimetière nouveau de Vincennes sous son vrai nom.

## Publications
- Les Aventures du Professeur Nimbus, Paris, Hachette, 1936.
- Encore Nimbus !, Paris, Hachette, 1937.
- Toujours Nimbus !, Paris, Hachette, 1937.
- Nimbus toujours en vacances, Paris, Hachette, 1938.
- Nimbus rentre, Paris, Hachette, 1938.
- Nimbus cent pour cent, Paris, Hachette, 1939.
- Les Aventures du Professeur Nimbus, Paris, Le Matin, 1943.
- Les Aventures du Professeur Nimbus, Paris, Le Matin, 1944.
- Les Aventures du Professeur Nimbus 1934-1940 (introduction de Jean-Claude Glasser), Futuropolis, 1985.

#### Ouvrages relatifs à la bande dessinée
- Michel Bera, Michel Denni, Philippe Mellot, Trésors de la bande dessinée : BDM. Catalogue encyclopédique, Paris, Éd. de l’Amateur, 2014, 1 183 p.
- Alain Bayrand, Catalogue encyclopédique des bandes horizontales françaises dans la presse adulte de 1946 à 1975 de Lariflette à Janique Aimée, Angoulême, Pressibus, 1995, 960 p.
- Henri Filippini, Dictionnaire encyclopédique des héros et auteurs de BD, Grenoble, Glénat/Opera mundi, 1998-2000, 731 p., p. 606.
- Patrick Gaumer, Claude Moliterni, Dictionnaire mondial de la bande dessinée, Paris, Larousse, 2001, 877 p.

#### Ouvrages relatifs au contexte politique français avant et pendant la Seconde Guerre mondiale
- Jean-Paul Cointet, Histoire de Vichy, Paris, Perrin, 2003, 368 p.
- Pascal Ory, Les collaborateurs, 1940-1945, Paris, Seuil, 1980, 331 p.
- Dominique Pinsolle, Le Matin, Une presse d’argent et de chantage (1884-1944), Presses universitaires de Rennes, 2012.
- Michel Winock, Nationalisme, antisémitisme et fascisme en France, Paris, Le Seuil, 1990, 476 p.

#### Revues
- Julien Baudry, Marie-Pierre Litaudon, « Hachette entre héritage et renouvellement (1920-1960) : comment « faire collection » face au défi des albums « transmédiatiques » ? », Strenæ, octobre 2016.
- Alain Beyrand, Hop, janvier 1990, no 47, p. 56.
- Antoine Sausverd, Léonard De Sa, « Aventures et Mésaventures d’André Daix », Le Collectionneur de Bandes Dessinées, printemps 2007, no 110, p. 18-23.
- Antoine Sausverd, Léonard De Sa, « Aux sources du Graphic Novel, André Daix, Sports et BD, Saint-Ogan", Le Collectionneur de Bandes Dessinées, automne 2007, no 111.